# كاثرين باش
كاثرين باش (بالإنجليزية: Catherine Bach)‏ هي ممثلة أمريكية، ولدت في 1 مارس 1954 في الولايات المتحدة.

## أعمال

### أفلام
- (1984) كانونبول رن 2

### مسلسلات
- ذا دوكس اوف هازرد
- هاواي فايف أو

## وصلات خارجية
- كاثرين باش على موقع IMDb (الإنجليزية)
- كاثرين باش على موقع ألو سيني (الفرنسية)
- كاثرين باش على موقع ميوزك برينز (الإنجليزية)
- كاثرين باش على موقع أول موفي (الإنجليزية)
- كاثرين باش على موقع قاعدة بيانات الأفلام السويدية (السويدية)
- كاثرين باش على موقع إن إن دي بي (الإنجليزية)
- كاثرين باش على موقع قاعدة بيانات الفيلم (الإنجليزية)
- كاثرين باش على موقع كينوبويسك (الروسية)